# Partido Andalucista
El Partido Andalucista (PA) fue un partido político español encuadrado dentro del nacionalismo andaluz y de tendencia progresista. Era la formación más importante del nacionalismo andaluz. Llegó a estar representado con cinco escaños en el Congreso de los Diputados en 1979 y a ostentar la alcaldía de importantes centros urbanos de Andalucía, entre ellos Sevilla, Jerez de la Frontera y Algeciras. En el XVII Congreso Extraordinario convocado del 12 de septiembre de 2015 en Torremolinos (Málaga), se aprobó la disolución de la formación.
El PA fue fundado en 1976 cuando la Alianza Socialista de Andalucía, creada en 1971, adoptó el nombre de Partido Socialista de Andalucía (PSA). Posteriormente, en enero de 1979, en el transcurso del II Congreso del PSA, se adoptó el nombre de Partido Socialista de Andalucía-Partido Andaluz (PSA-PA). En febrero de 1984 adoptó como nombre Partido Andalucista.

## Ideología
El PA se declaraba ideológicamente como una organización política nacionalista andaluza, federalista, y progresista. Su principal motivación es la ampliación y mantenimiento de la autonomía andaluza, luchando en contra de una "actitud conformista" y defendiendo la identidad cultural de Andalucía.
El PA se declaraba como una organización política que defendía los intereses del pueblo andaluz y buscaba obtener la igualdad ante otros pueblos de España. Esto quiere decir que desde el PA consideraban a Andalucía como una nación con identidad cultural propia, que se conquistó como en ningún otro territorio español, a partir de la ratificación de la autonomía y el Estatuto en referéndum (que no se ratificó en la provincia de Almería). Por ello, defendían este hecho político y jurídico en aquellas instituciones y organizaciones en las que estaban presentes.
El PA se declaraba también como una organización progresista, refiriéndose sólo desde una opción comprometida con un desarrollo socioeconómico autónomo y sostenible de Andalucía, innovador y con poder para generar iniciativas, y de esta forma, superar los desequilibrios territoriales y sociales de dentro y la dependencia y desigualdad respecto a otros pueblos, rechazando el actual papel que se asigna a la comunidad autónoma de suministradora de recursos y mano de obra poco cualificada.
El PA se denominaba federalista, pues apoyaba un modelo de organización política que superase el Estado de las Autonomías y que avanzase hacia un Estado federal en España.
Se declaraba, finalmente, de izquierdas, al manifestar que existía una prioridad indiscutible por la construcción de una sociedad más justa e igualitaria, abierta y tolerante, pacífica y solidaria, que garantice la conservación del patrimonio cultural y natural que identifica a la comunidad para que sea disfrutado por la próximas generaciones, así como un nivel y calidad de vida que posibilite la máxima felicidad y bienestar al pueblo andaluz.

## Historia

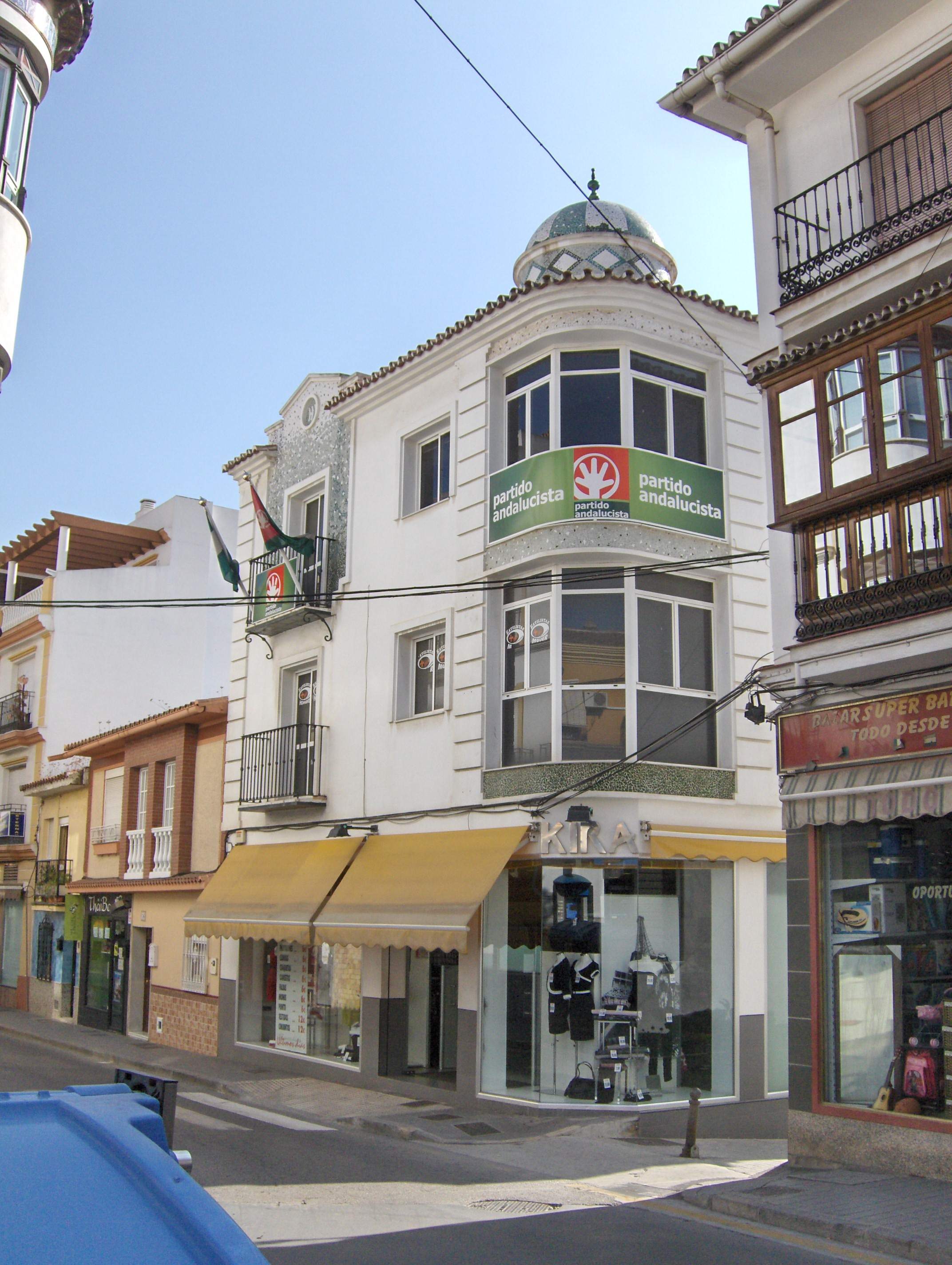
Una sede del Partido Andalucista (PA) en la localidad de Vélez-Málaga

### Inicios en la clandestinidad
Hasta 1965 los orígenes del movimiento andalucista se remontan al nacionalismo andaluz desarrollado durante el siglo XIX y las primeras décadas del siglo XX, cuyo mayor teórico fue Blas Infante, el reconocido como "Padre de la Patria Andaluza". En 1962 Alejandro Rojas Marcos (que posteriormente sería alcalde de Sevilla) venía manteniendo contactos en diversos sectores sociales con el objetivo de impulsar una organización política de ámbito andaluz, forzada a la clandestinidad por el franquismo. En la primavera de 1965 se establecen los orígenes del primer partido político netamente andaluz, con un grupo creado en torno a la facultad de Derecho de la Universidad de Sevilla que, sin conocer a Blas Infante, llegó a las mismas conclusiones que él: la existencia de una identidad andaluza, exigencia de autonomía, independencia política y autogobierno, posiciones más o menos izquierdistas, reivindicación de igualdad con Cataluña y el País Vasco, etc.

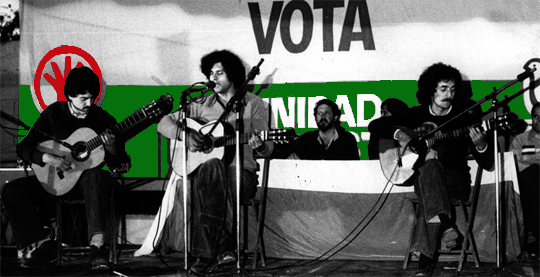
El cantautor Carlos Cano actuando en un acto electoral del PSA-PA presidido por Alejandro Rojas Marcos

El grupo adopta el nombre de Compromiso Político de Andalucía y elige una secretaría colegiada, integrada por Alejandro Rojas Marcos, Luis Uruñuela, Emilio Vaz y Eligia Lorenzo entre otros. Se apoya ideológicamente en la defensa de la democracia, el socialismo económico y el liberalismo cultural, todo ello en el ámbito de una Andalucía autónoma, en igualdad con los otros pueblos de España y mediante el instrumento de una organización política andaluza soberana, es decir, no integrada en ninguna estructura centralista.
En 1966 se decide aprovechar la estructura legal del régimen franquista para ejercer su acción política. Rojas Marcos se presenta a las elecciones municipales por el tercio familiar, saliendo elegido el 13 de noviembre y sorprendiendo a la propia estructura de la dictadura, que no había previsto esta estrategia de la oposición, pero tras un reiterado enfrentamiento abierto con las autoridades franquistas, acabarían decidiendo la renuncia al escaño de concejal en el Ayuntamiento de Sevilla, denunciando así la falta de libertad de la dictadura, no sin antes haber aprovechado el carácter público de los plenos municipales para denunciar todo tipo de problemas locales y nacionales. Lo mismo ocurrió un año después al presentarse a las Cortes, en 1968 se unen a la formación de la Mesa Democrática y reclamando en 1970 un estatuto propio para Andalucía.
En 1971, la revista Ruedo Ibérico publica en París el primer manifiesto de Alianza Socialista de Andalucía (ASA), en el que se pide la autonomía para Andalucía, a través de Radio París. En 1974 la ASA se integra en la Junta Democrática de España.

### Transición a la democracia y preautonomía

Miembros del grupo parlamentario del PSA-PA en el Congreso de los Diputados entre 1979 y 1982

En 1976 se pronuncia en Sevilla el primer mitin político en Andalucía desde la guerra civil española, en el que se invita a toda la oposición antifranquista a estar en la tribuna y a decir unas palabras, ondeando por primera vez en 40 años la bandera de Andalucía. Es en este año cuando la ASA pasa a llamarse Partido Socialista de Andalucía (PSA).
El PSA se integró en la Federación de Partidos Socialistas y, en las elecciones generales de 1977 se presentó en coalición con el Partido Socialista Popular (PSP) de Enrique Tierno Galván, bajo el nombre de Partido Socialista Popular-Unidad Socialista (PSP-US). Aunque la coalición obtiene 6 escaños en toda España (uno de ellos por Cádiz), el PSA no ocupa ninguno de ellos, con los que, al integrarse el PSP en el PSOE, queda sin representación parlamentaria.
Un tiempo más tarde, la Junta Liberalista que fundara Blas Infante se integra en el PSA, en un acto celebrado en Ronda el 21 de mayo de 1978.
En 1979 se celebra el II Congreso del PSA, añadiéndose el sobrenombre "Partido Andaluz" a las siglas ya existentes. Las elecciones generales de ese año constituyen un relativo éxito para el PSA, puesto que se consiguen cinco diputados en el Congreso de los Diputados y 326.000 votos. En las municipales consiguen 250.000 votos, ganado ayuntamientos destacados como el de Jerez de la Frontera (Pedro Pacheco), el de Sevilla (Luis Uruñuela) y el de Ronda (Juan Harillo), entre otros.
El referéndum del 28 de febrero de 1980 para la constitución de la autonomía andaluza por la vía del artículo 151 de la Constitución, normalmente reservado a las tres nacionalidades históricas (Cataluña, País Vasco y Galicia), fracasa en una provincia: Almería. Visto que el 54% del censo electoral defendió el sí, la situación era insostenible para el gobierno de Adolfo Suárez, que hubiera querido que Andalucía accediese a su autonomía por el artículo 143. En vista de la situación, el PSA llega a un acuerdo con la UCD: el andalucista Alejandro Rojas Marcos y el ministro Rodolfo Martín Villa proponen conjuntamente pasar por el artículo 144 de la constitución, para otorgar el mismo nivel de competencias a un estatuto andaluz muy particular. Ese pacto resultó fatal para el PSA, ya que aunque representó el desbloqueo autonómico, una campaña desatada por el PSOE (que había aceptado esta vía) hizo aparecer al PSA como "traidor" a los intereses de Andalucía.

### Democracia y autonomía
Durante las siguientes elecciones se obtienen resultados moderados en elecciones locales y municipales, incluso en Barcelona, conocida como la novena provincia andaluza por su alta población de andaluces e hijos de andaluces, ya bajo el nombre de Partido Andalucista.

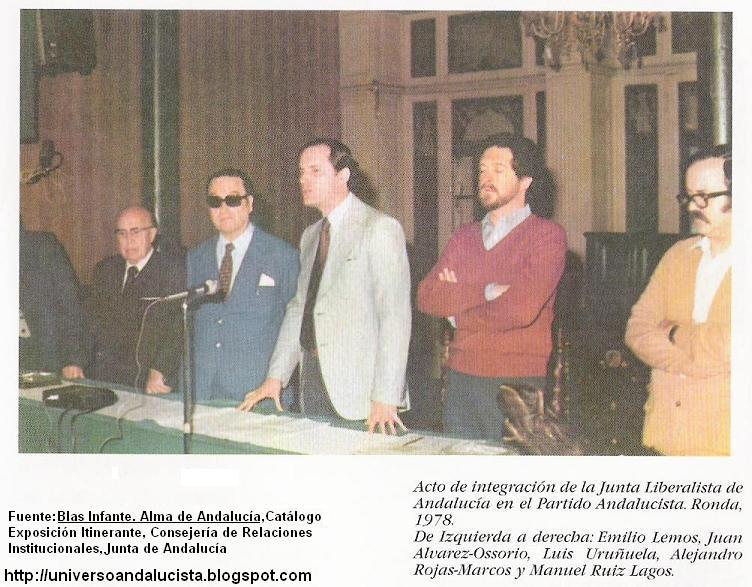
Imagen del momento en el que las Juntas Liberalistas de Andalucía se integran en el PSA-PA (1978)

En 1996 los andalucistas participan en el gobierno de la Junta de Andalucía en coalición con el PSOE. Es la primera vez que un partido exclusivamente andaluz forma parte del gobierno autonómico, ocupando las consejerías de Relaciones con el Parlamento y la de Turismo y Deporte, a cargo de Antonio Ortega y José Núñez Castain, respectivamente.
En 1999 se presentan a las elecciones europeas dentro de la Coalición Europea, coalición de partidos regionalistas y nacionalistas en la que concurrirán partidos como Coalición Canaria (CC), Unió Valenciana (UV), el entonces Partido Aragonés Regionalista (PAR) y el propio PA. El presidente de la coalición era el entonces secretario general del PA, Antonio Ortega.
En las elecciones municipales de junio de 1999 el PA obtiene 356.000 votos, 30 alcaldías y 545 concejales en toda Andalucía. Es el mejor resultado de su historia, que le convierte en la quinta fuerza política de España. Durante esta época, Pedro Pacheco, histórico alcalde de Jerez de la Frontera con el PSA y el PA, deja el partido fundando el suyo propio, para el que recupera el nombre histórico del partido: Partido Socialista de Andalucía.
En las elecciones generales del año 2000 el PA consigue por última vez representación en el Congreso de los Diputados. El escaño en el Congreso de los Diputados, por Cádiz, fue para José Núñez Castain.
En octubre del año 2000 se celebra el XII Congreso Nacional del PA en Torremolinos. En este proceso congresual se produce uno de los momentos más cruciales del PA de los últimos años. Se presentan tres corrientes: la oficialista, la de Nuevo Andalucismo (liderada por Julián Álvarez y Antonio Moreno) y la de Mayoría por el Cambio, liderada por la concejala sevillana María del Mar Calderón (corriente en la que Pedro Pacheco participaba).

### Historia reciente
Durante el XII Congreso, las dos corrientes renovadoras del PA pretendían alcanzar un acuerdo de consenso para presentar un candidato común y así poder renovar la dirección del Partido. Sin embargo, la existencia de tensiones entre miembros de Nuevo Andalucismo y Mayoría por el Cambio impidieron el acuerdo. Los resultados fueron los siguientes: el candidato oficialista Antonio Ortega obtuvo el 59% de los votos, mientras los "pachequistas" de María del Mar Calderón y su corriente Mayoría por el Cambio obtuvieron el 21% de los votos, y los renovadores de Nuevo Andalucismo liderados por Antonio Moreno y Julián Álvarez el 20%. Se escinde así la corriente de Pedro Pacheco, creando el Partido Socialista de Andalucía (PSA).
Julián Álvarez gana las elecciones en Écija por tercera vez consecutiva, pero un pacto entre el PSOE, IU y un tránsfuga del PSEI lo apartan de la alcaldía, por lo que se retira temporalmente de la política.
En 2004 el PA consigue mantener sus cinco diputados en el Parlamento de Andalucía. Con Antonio Ortega como candidato a la presidencia de la Junta de Andalucía, consiguieron el 6,25% de los votos en las elecciones autonómicas. Pero al conseguir el PSOE-A la mayoría absoluta, el PA dejó de formar parte del ejecutivo autonómico. En las elecciones generales celebradas el mismo día, el PA perdió su único escaño en el Congreso de los Diputados.
En las elecciones al Parlamento Europeo de 2004, el PA se integra en la Coalición Europea, formada por partidos de centro o centroderecha, todos nacionalistas y regionalistas, como Coalición Canaria, el Partido Aragonés, Unió Mallorquina y Unió Valenciana. El cabeza de lista de esta candidatura fue el exalcalde andalucista de Sevilla, Alejandro Rojas Marcos. La Coalición Europea consiguió 197.231 votos, y su mejor resultado lo obtuvo en Andalucía, con 63.783 votos (2,47%). Pese a estas cifras, la coalición no consiguió ningún eurodiputado.
El 4 de diciembre de 2004 se celebró el XIII Congreso Nacional del PA. En este Congreso, además de la candidatura del entonces secretario general Antonio Ortega, se presenta una segunda candidatura liderada por el desbancado alcalde de Écija, Julián Álvarez, resultando ésta ganadora y dando así paso al inicio de una nueva etapa en el Partido Andalucista.
El nuevo equipo elegido para dirigir el PA llega desde el municipalismo y ninguna de las personas que lo integraban, excepto Álvarez, ha ocupado nunca un cargo en la dirección del PA. La renovación iniciada provoca la retirada de la política activa de los anteriores dirigentes del Partido, incluido Antonio Ortega, el secretario general saliente. El descalabro del PA en una de sus plazas fuertes como es la provincia de Sevilla, en las elecciones municipales de 2007, provoca un nuevo debate interno en el Partido, tras la pérdida de la casi totalidad de alcaldías que presidía dicho partido. La localidad de Isla Cristina, en la provincia de Huelva, escenificó en los informativos dicho descalabro, ya que hasta la fecha había sido feudo tradicional del PA y se perdió tras salir del gobierno con mayoría absoluta.

### Declive y desaparición

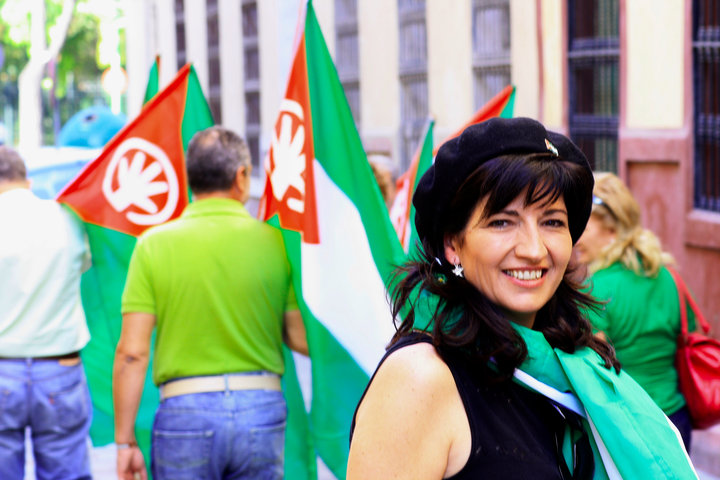
Fotografía de Pilar González, secretaria general del PA entre 2008 y 2012

En las elecciones generales españolas de 2008, a pesar de ir el PA en coalición con la práctica totalidad de los partidos nacionalistas andaluces (bajo el nombre de Coalición Andalucista), obtienen un descalabro todavía mayor al perder su representación en el Parlamento de Andalucía. En las elecciones autonómicas del mismo año, el PA se presentó en una candidatura conjunta de todas las fuerzas nacionalistas de Andalucía; sin embargo, el resultado no fue positivo, al perder más de la mitad de sus votos y sus 5 escaños de 2004, que pasaron a manos del Partido Popular (PP).

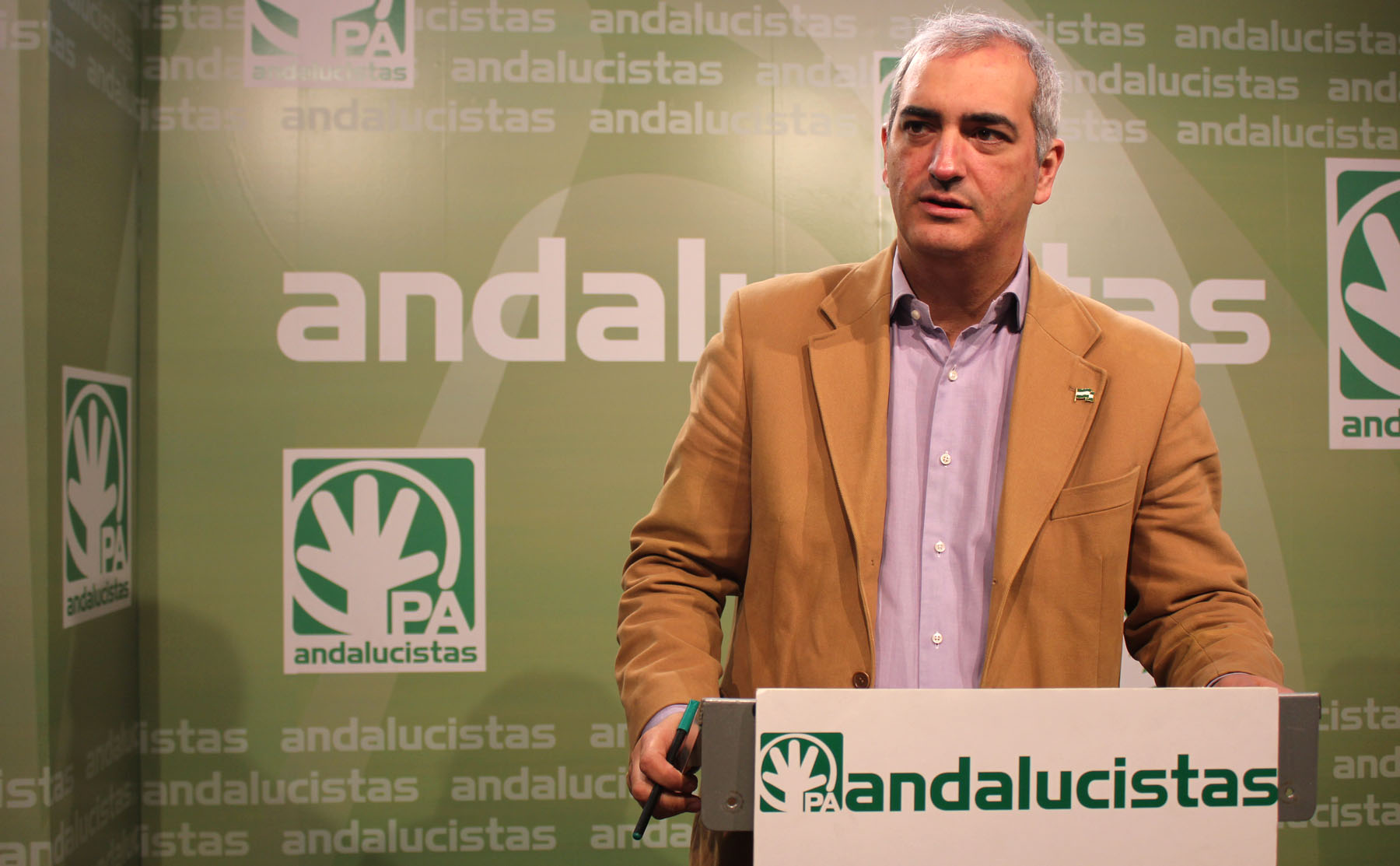
Antonio Jesús Ruiz fue el último secretario general del PA, ejerciendo desde julio de 2012 hasta la disolución del partido en 2015

El 7 de junio de 2008 se celebra el XIV Congreso Extraordinario del PA en Sevilla, donde se consigue un consenso entre los candidatos a la secretaría general, que eran Pilar González y Francisco Jiménez, acordando aportar 12 miembros la lista ganadora y 8 la perdedora. Resulta ganadora González, siendo ella la nueva secretaria general. Jiménez ostentaría la vicesecretaría general. Durante los días 23 y 24 de mayo de 2009 se celebró el XV Congreso Nacional Extraordinario, también en Sevilla, en el que actualizaron sus estatutos y aprobaron su declaración ideológica vigente hasta 2012.
Para las elecciones al Parlamento Europeo de 2009 el PA formó parte de la Coalición por Europa, formada por varios partidos nacionalistas de centro y centro-derecha como Convergencia i Unió (CiU), el Partido Nacionalista Vasco (PNV) y Coalición Canaria. El candidato andalucista fue Carlos Bautista. La coalición obtuvo 26 556 votos en Andalucía.
El 11 de junio de 2009, el hasta entonces alcalde de Ronda, Antonio Marín Lara, junto a los 8 concejales del PA de la localidad, presentan su baja en el partido y pasan a militar en el PSOE. Poco después hizo lo propio el alcalde de Yunquera, también del PA. Meses más tarde son declarados como tránsfugas en uno de los últimos escándalos de este fenómeno en España. Según el pacto antitransfuguismo, el PSOE no puede volver a presentar a ninguno de ellos, ni a Marín Lara, ni a ninguno de los concejales tránsfugas. Pese a ello, posteriormente irían en listas electorales socialistas.

El 30 de enero de 2010, en una asamblea del PA celebrada en Sevilla, se proclama por unanimidad, pero con la ausencia del Comité Local de Juventudes Andalucistas (JJAA), a Pilar González como candidata a la alcaldía de la ciudad para las elecciones municipales de 2011, tras conseguir la unidad con el PSA que fundó Pedro Pacheco.
El 1 de mayo de 2011, en un Congreso Extraordinario, el PSA de Pacheco decidió integrarse de nuevo en el PA. Pedro Pacheco, promotor de la anterior separación, no secunda la reunificación y funda el partido Plataforma Andaluza - Foro Ciudadano[cita requerida].
En las elecciones municipales de 2011 el PA obtuvo un total de 230.274 votos, consiguiendo 470 concejales en 282 municipios diferentes. Los resultados fueron dispares según las provincias, produciéndose un aumento de concejales respecto a 2007 en las provincias de Almería, Granada, Sevilla y Cádiz, bajando en las otras cuatro provincias, como recogen los datos oficiales de las elecciones. Los mayores éxitos del PA fueron la obtención de la alcaldía de Puerto Real, feudo tradicional de IU, y de Los Barrios, ambos municipios en la provincia de Cádiz. Pilar González no consiguió, por pocos votos, el acta de concejal en el Ayuntamiento de Sevilla.
En las elecciones generales de 2011 el PA obtuvo 76.852 votos, lo que significó un 0,31% del total de votos válidos en España. Por circunscripciones, sus mejores datos se dieron en Cádiz (donde superó el 3%), en Sevilla y en Córdoba (donde superó el 2%). Creció en todas las provincias andaluzas respecto a las generales anteriores salvo en Málaga y Granada.
En las elecciones al Parlamento de Andalucía de 2012, celebradas el 25 de marzo, el PA presentó a González como candidata a la presidencia de la Junta de Andalucía. Empeoraron sus resultados respecto a 2008, sin lograr diputados, y quedando por primera vez por debajo de los 100.000 votos, bajando en todas las provincias excepto en Cádiz. El 30 de abril de 2012, tras la denuncias a la Comisión de Garantías del PA de la presunta creación de un partido político por parte de González, ésta opta por dimitir denunciando una serie de presiones internas.
El 26 de mayo de 2012 el Comité Nacional del PA, máximo órgano entre congresos de la formación, decide ampliar el XVI Congreso, que tuvo dos sesiones: una en julio y otra final en otoño de 2012. En la primera sesión se renovaron los órganos de dirección, así como los estatutos y la ratificación de la ponencia ideológica de la formación. Posteriormente, se inició un proceso abierto a la sociedad andaluza con vistas "para que el pueblo andaluz haga suyo el único instrumento de que dispone para construir su propio futuro".
Tras la primera parte del XVI Congreso del PA fue elegido como nuevo secretario general Antonio Jesús Ruiz, tercer teniente de alcalde en El Puerto de Santa María.
En las elecciones al Parlamento Europeo de 2014, el PA decidió no volver a concurrir en el seno de Coalición por Europa y hacerlo en solitario, presentando a la realizadora cinematográfica Pilar Távora como cabeza de lista. La formación obtuvo 49 523 votos, de los cuales 45 462 lo fueron en Andalucía, donde fue la séptima fuerza política, obteniendo el 1,70 % de los votos.
Para las elecciones municipales de 2015 el PA confirmó que su candidata a la alcaldía de Sevilla sería Pilar Távora, también cabeza de lista en las Elecciones al Parlamento Europeo de 2014.

### Disolución

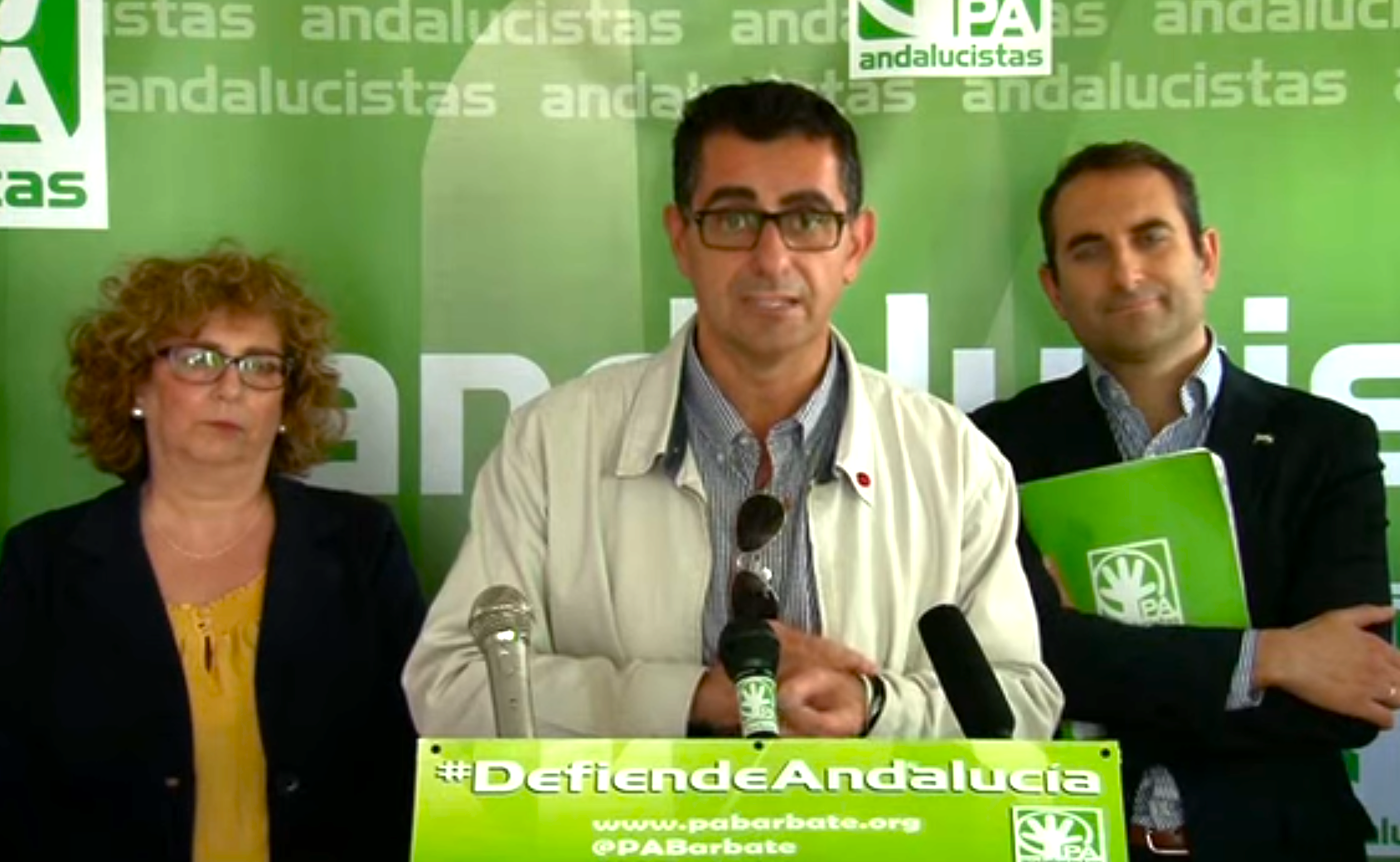
El último secretario general del Partido Andalucista en la Janda Miguel Molina Chamorro

En el XVII Congreso Extraordinario del PA, convocado del 12 de septiembre de 2015 en Torremolinos (Málaga), se aprobó por 243 votos a favor, 57 votos en contra y 2 abstenciones la disolución de la formación. Se constituye una "comisión gestora de liquidación", cuyas únicas funciones serán liquidar el partido y dar cobertura legal a los 319 concejales electos bajo las siglas del PA, y que se disolvió automáticamente el 5 de julio de 2019, con el cese de los concejales del Partido Andalucista con motivo de la celebración de elecciones municipales el mayo anterior.

#### Partidos políticos que se consideran sucesores de Partido Andalucista
- Andalucía Por Sí
- Convergencia Andaluza
- Izquierda Andalucista
- Primavera Andaluza

## Resultados electorales

### Congreso de los Diputados
| Comicios | Cabeza de lista          | # de votos | % de votos (Andalucía) | Escaños obtenidos (Andalucía) | Notas                            |
| -------- | ------------------------ | ---------- | ---------------------- | ----------------------------- | -------------------------------- |
| 1979     | Alejandro Rojas-Marcos   | 325.842    | 11,07% (#4)            | 5/59                          |                                  |
| 1982     | Alejandro Rojas-Marcos   | 77.068     | 2,26% (#5)             | 0/59                          |                                  |
| 1986     | Alejandro Rojas-Marcos   | 94.008     | 2,79% (#5)             | 0/60                          |                                  |
| 1989     | Alejandro Rojas-Marcos   | 212.687    | 6,23% (#4)             | 2/61                          |                                  |
| 1993     | Salvador Pérez Bueno     | 96.513     | 2,41% (#4)             | 0/61                          |                                  |
| 1996     | María del Mar Calderón   | 134.800    | 3,12% (#4)             | 0/62                          |                                  |
| 2000     | José Núñez Castain       | 206.255    | 5,11% (#4)             | 1/62                          |                                  |
| 2004     | José Antonio González    | 181.868    | 4,04% (#4)             | 0/61                          |                                  |
| 2008     | José Antonio González    | 68.679     | 1,52% (#4)             | 0/61                          | Dentro de Coalición Andalucista. |
| 2011     | Fernando Álvarez-Ossorio | 76.999     | 1,77% (#5)             | 0/60                          |                                  |

### Parlamento de Andalucía
| Comicios | Cabeza de lista                       | # de votos    | % de votos | Escaños obtenidos | +/-         | Gobierno                       |
| -------- | ------------------------------------- | ------------- | ---------- | ----------------- | ----------- | ------------------------------ |
| 1982     | Luis Uruñuela                         | 153.709 (5.º) | 5,39%      | 3/109             |             | Oposición                      |
| 1986     | Luis Uruñuela                         | 196.947 (4.º) | 5,77%      | 2/109             | 1           | Oposición                      |
| 1990     | Pedro Pacheco                         | 296.496 (4.º) | 10,75%     | 10/109            | 8           | Oposición                      |
| 1994a    | Alejandro Rojas-Marcos, Pedro Pacheco | 208.862 (4.º) | 5,85%      | 3/109             | 7           | Oposición                      |
| 1996     | Pedro Pacheco                         | 287.764 (4.º) | 6,66%      | 4/109             | 1           | Gobierno de coalición con PSOE |
| 2000     | Antonio Ortega García                 | 300.356 (4.º) | 7,43%      | 5/109             | 1           | Gobierno de coalición con PSOE |
| 2004     | Antonio Ortega García                 | 276.674 (4.º) | 6,16%      | 5/109             | Sin cambios | Oposición                      |
| 2008     | Julián Álvarez Ortega                 | 124.243 (4.º) | 2,76%      | 0/109             | 5           | Extraparlamentario             |
| 2012     | Pilar González                        | 96.608 (5.º)  | 2,50%      | 0/109             |             | Extraparlamentario             |
| 2015     | Antonio Jesús Ruiz                    | 60.679 (7.º)  | 1,53%      | 0/109             |             | Extraparlamentario             |

a  Dentro de Coalición Andalucista - Poder Andaluz. 
b  Dentro de Coalición Andalucista. 

### Parlamento de Cataluña
| Comicios | Cabeza de lista   | # de votos  | % de votos | Escaños obtenidos | Estado    |
| -------- | ----------------- | ----------- | ---------- | ----------------- | --------- |
| 1980     | Francisco Hidalgo | 71.841 (#6) | 2,66%      | 2/135             | Oposición |